# カウリメ湖
カウリメ湖（Lake Kaulime）は、マラウイ北部州の湖である。ニイカ国立公園内で唯一の自然湖である。

## 地理
130m²の面積を持つこの湖はニイカ高原内の標高2200mの地にあり、チェリンダキャンプ（Chelinda）から西へ8kmの地点に位置している。

## 概要

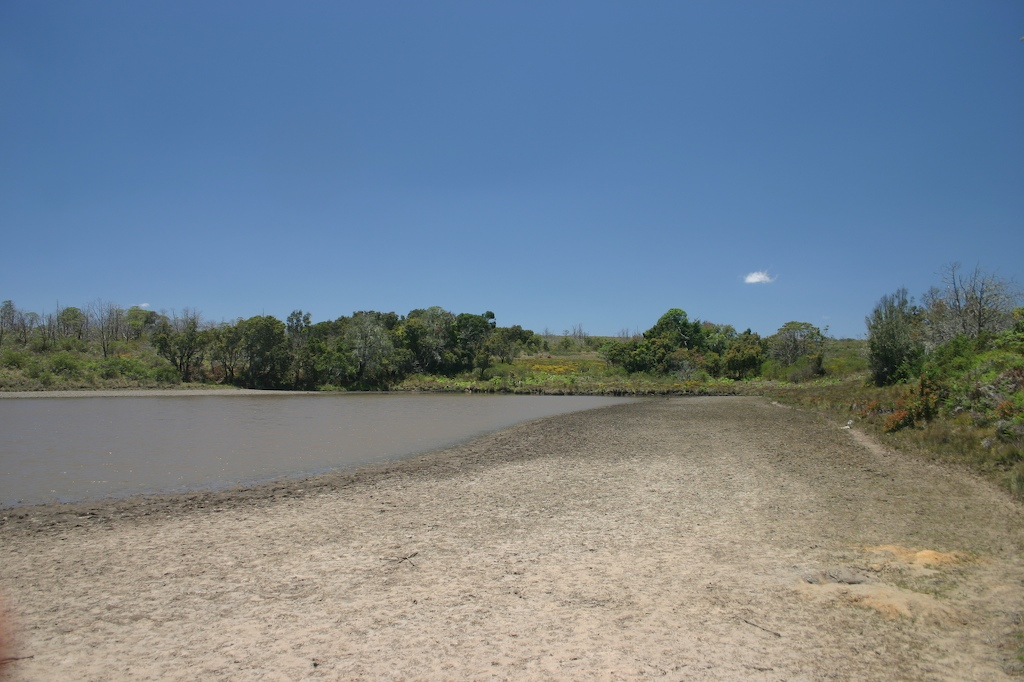
2008年9月のカウリメ湖

カウリメ湖は、北ルクル川の小さな支流の1つが地滑りによってせき止められたことで形成されている。
かつてマラウイの国立公園・野生生物局に勤務していたリチャード・ニュートン（Richard Newton）によれば、この湖は"水が流入せず、流出もせず、それでも水は無くならず、空を映している"という不思議な現象が見られる湖であるとされている。
この湖は、ニイカ高原に暮らす多くの住民にとって神聖な土地となっている。トゥンブカ族の間では、伝統的なカルトの信者が邪悪な精霊に生贄を捧げる地とされている。また、この湖には、特別な力を持つ大蛇が住んでおり、このヘビはトゥンブカ族の人々が神と通じ合えるようにする力があるとされる。また、湖の石や貝殻を用いた工芸品が発掘されている
。
この湖周辺に生息するコモリグモのTrabea nigristernis は、マラウイにのみ生息する珍しいクモとして知られる。
なお、この湖は居住エリアとは離れており、人間に脅かされていないため、観光客は比較的容易に野生動物を観察することが可能である。